# Cleistocactus hyalacanthus
Cleistocactus hyalacanthus es una especie de planta suculenta perteneciente al género Cleistocactus, dentro de la familia Cactaceae. Se distribuye por Bolivia y el noroeste de Argentina. 

## Descripción

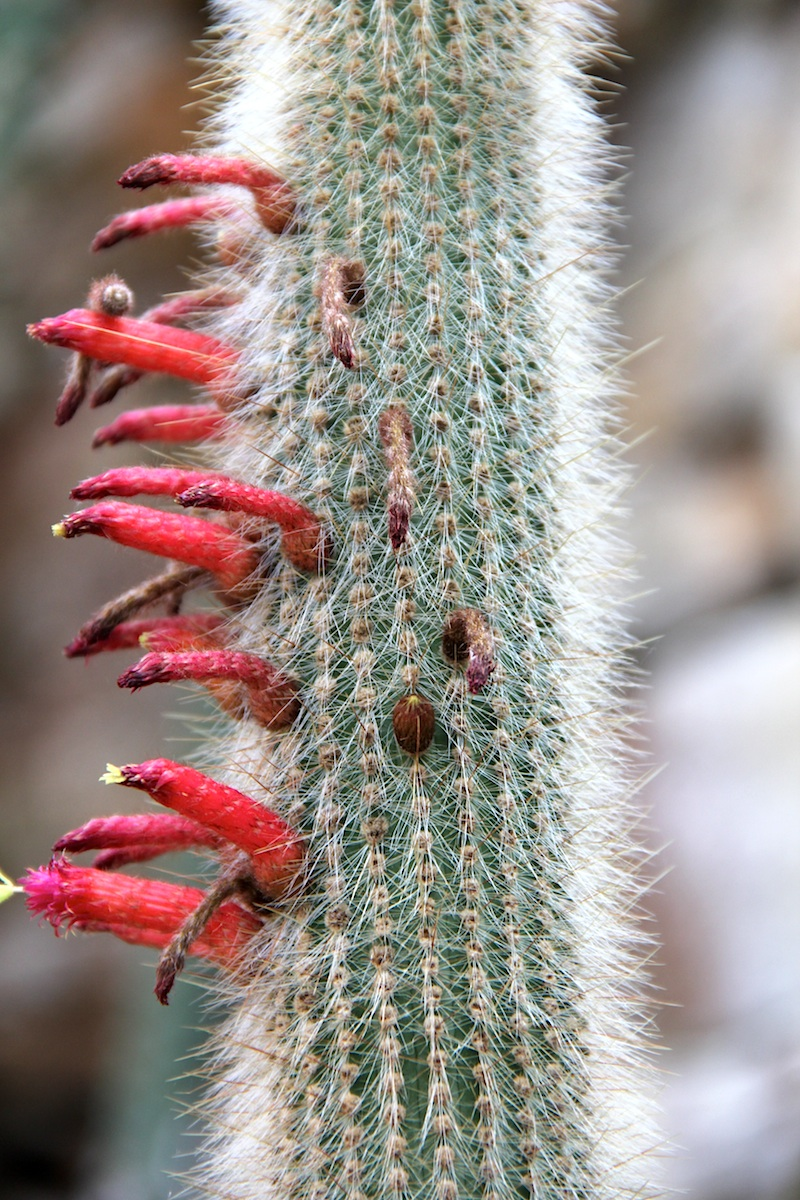
Detalle del tallo

Cleistocactus hyalacanthus es una especie de cactus columnar de hábito arbustivo, con tallos erectos que se ramifican desde la base. Alcanzan alturas de hasta 1 m y diámetros de 4 a 6 cm.
Presenta alrededor de 20 costillas sobre las que se asientan areolas muy juntas entre sí. En ellas se distinguen aproximadamente 3 espinas centrales de color marrón a amarillento y de hasta 3 cm de largo. También hay de 20 a 30 espinas radiales finas desiguales, las cuales son erizadas y blanquecinas. 
Las flores son tubulares, de color rosa púrpura o rojo claro y miden de 3,5 a 4 cm de largo. Además, al igual que la mayoría de las especies del género, las flores apenas se abren durante un día, siendo polinizadas por los colibríes, que se sienten atraídos por sus colores. 

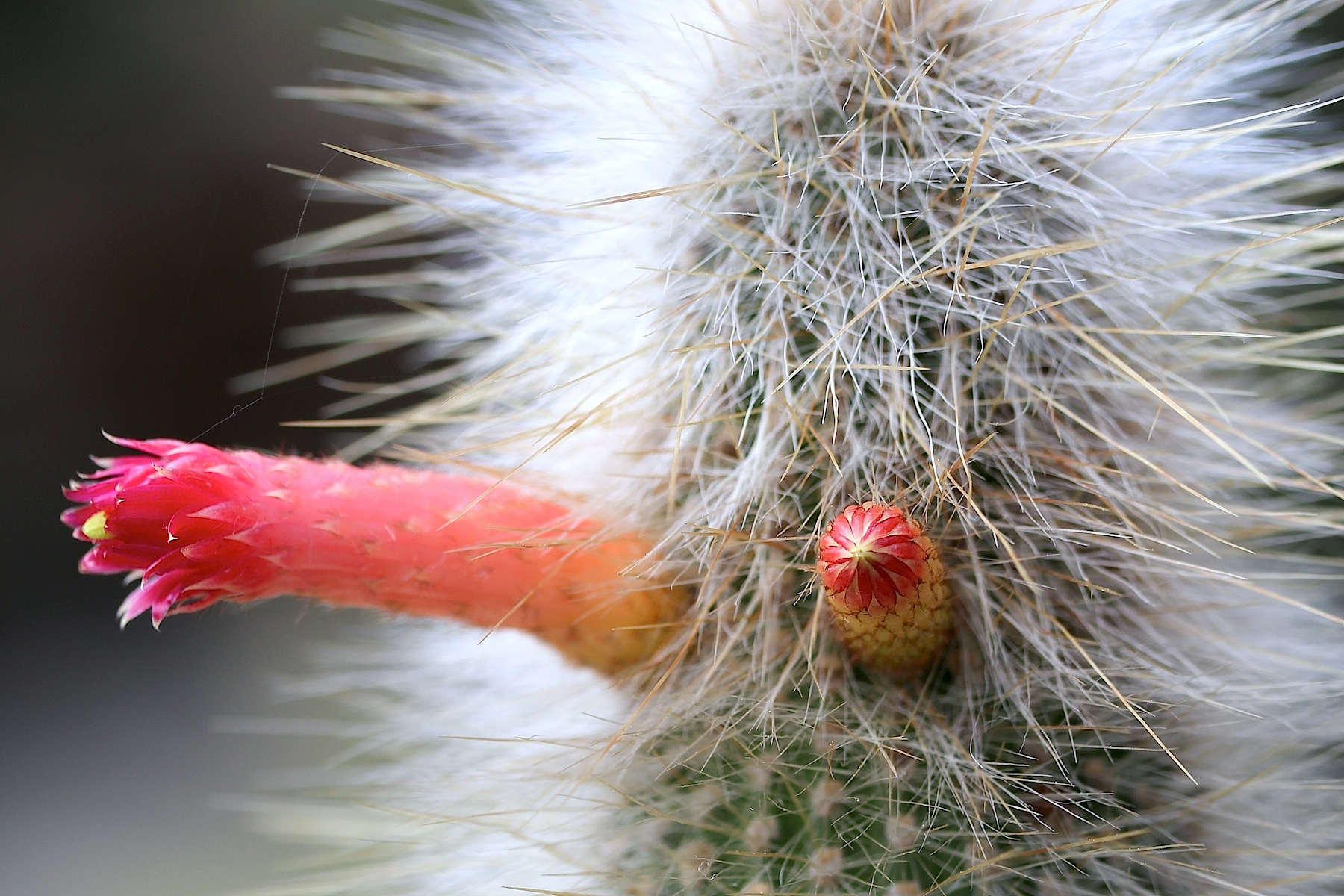
Detalle de la flor

Los frutos son esféricos y de color verde claro a rojo ladrillo, volviéndose amarillos cuando están maduros. Alcanzan un diámetro de aproximadamente 1 cm y contienen pulpa blanca. Son alimento para pájaros de mayor tamaño, los cuales dispersan las pequeñas semillas negras en sus excrementos.

## Distribución y hábitat

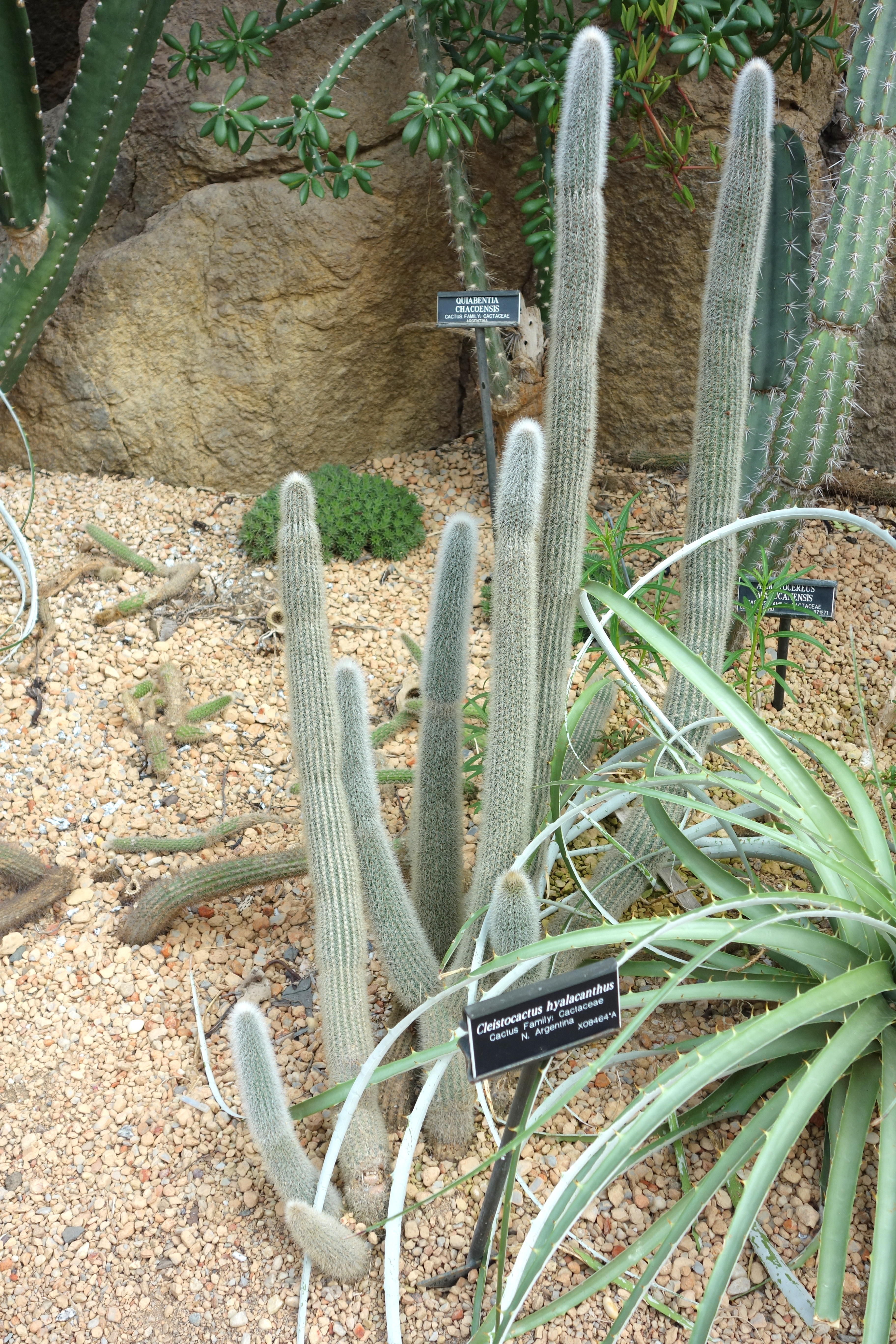
Vista de la planta

El área de distribución nativa de esta especie va desde Bolivia hasta el noroeste de Argentina y crece principalmente en biomas desérticos o de matorrales secos, a altitudes de 1500 a 3500 m. Además se ha introducido en las Islas Canarias (España).

## Taxonomía
La primera descripción de esta especie fue como Cereus hyalacanthus, publicada en 1897 por el botánico alemán Karl Moritz Schumann en la revista ilustrada Gesamtbeschreibung der Kakteen: 101.
Posteriormente, el botánico Robert Roland-Gosselin colocó la especie en el género Cleistocactus, pasando a llamarse Cleistocactus hyalacanthus y anotando estos cambios en el libro Les Cleistocactus 5 en el año 1904.
Etimología
- Cleistocactus: nombre genérico que deriva de la combinación de la palabra griega kleistos (que significa ‘cerrado’), y cactus (término latino que alude a las plantas del género Cactaceae), haciendo referencias a que son ‘cactus con flores cerradas’ ya que, en algunas especies, las flores apenas se abren y parecen estar cerradas.
- hyalacanthus: epíteto específico latino que deriva de las palabras griegas hyalos (que significa 'vidrio') y akanthos (que significa 'espina'), haciendo referencia a las características espinas translúcidas de la especie.[6]

Sinonimia
- Cereus hyalacanthus K.Schum. (1897)
- Cleistocactus compactus Backeb. (1956 publ. 1957)
- Cleistocactus hyalacanthus Backeb. (1942)
- Cleistocactus hyalacanthus subsp. tarijensis (Cárdenas) Mottram (2002)
- Cleistocactus jujuyensis (Backeb.) Backeb. (1942)
- Cleistocactus jujuyensis var. fulvus F.Ritter (1980)
- Cleistocactus strausii var. fricii (Dörfl.) Backeb. (1959)
- Cleistocactus strausii var. jujuyensis Backeb. (1934)
- Cleistocactus tarijensis Cárdenas (1956)
- Demnosa strausii var. luteispina Frič (1929)
- Echinopsis nothohyalacantha Anceschi & Magli (2013)
- Pilocereus jujuyensis (Backeb.) Anon. (1942)
- Pilocereus strausii var. fricii Dörfl. (1930)

## Estado de conservación

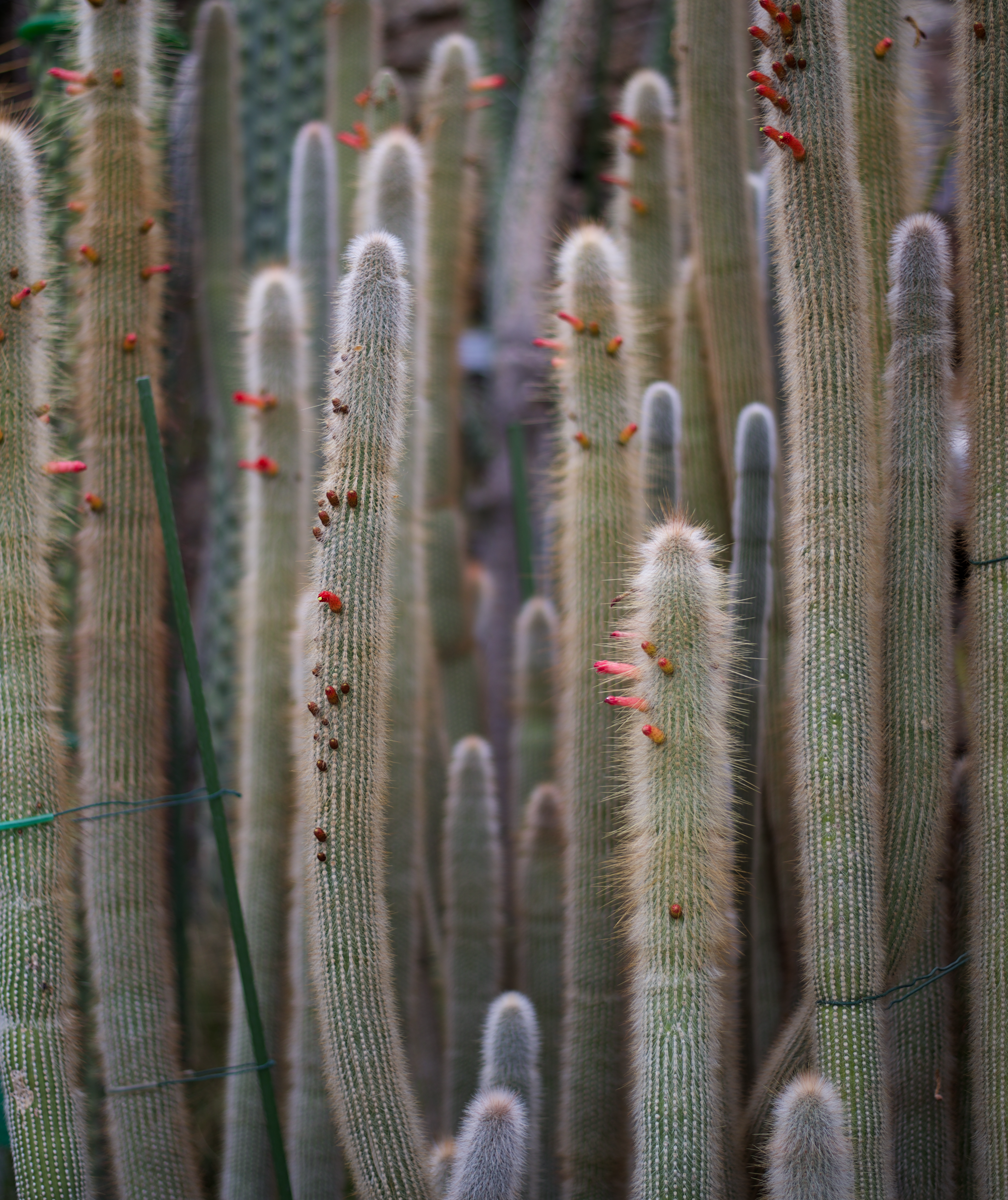
Grupo de plantas

En la Lista Roja de Especies Amenazadas de la UICN, la especie está clasificada como de “Preocupación Menor (LC)”.

## Usos
Se cultiva principalmente como planta ornamental y su propagación se realiza a través de esquejes o semillas.

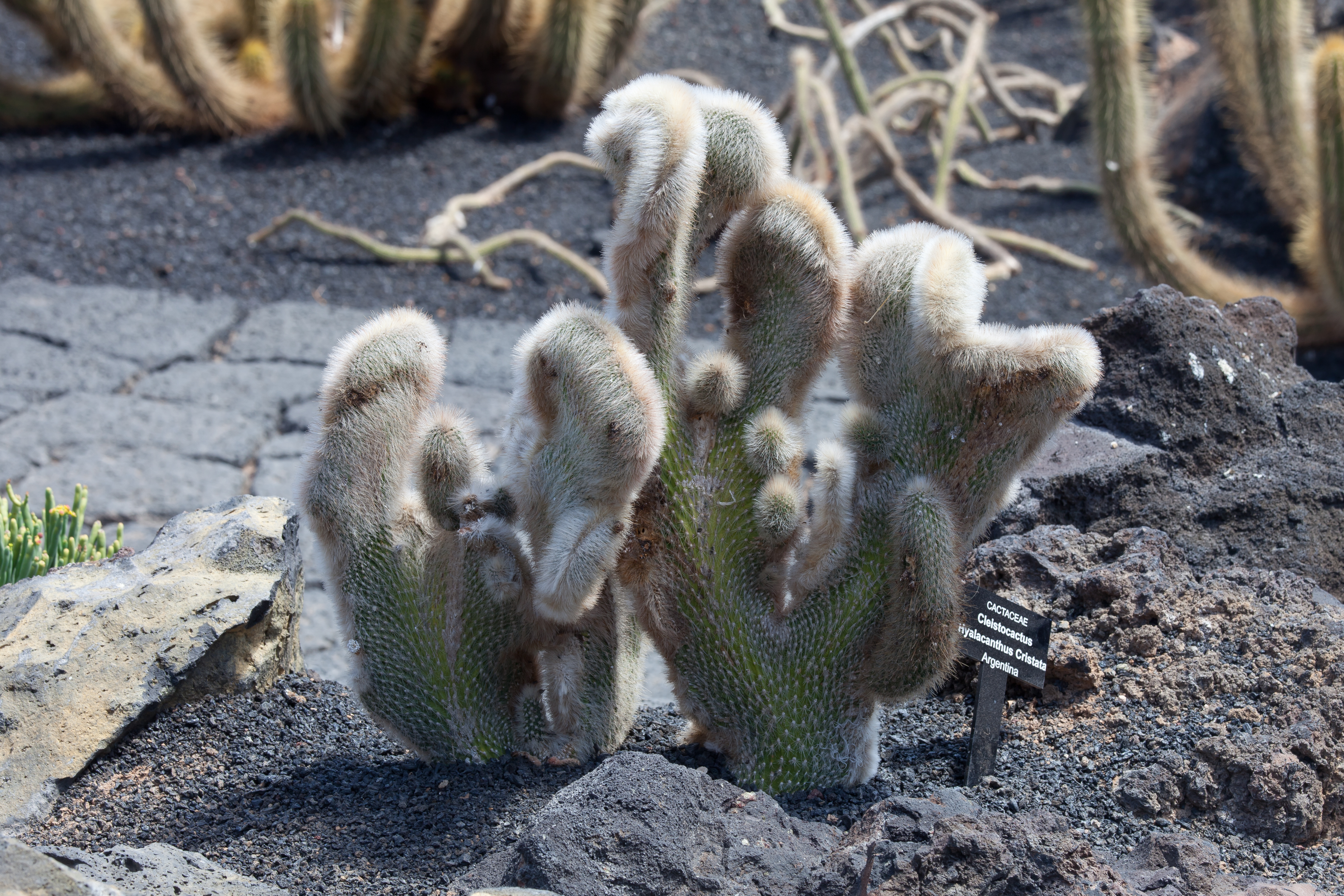
Vista de la planta crestada